# Golden Cup femenina 2009
La Golden Cup femenina 2009 - Memorial Àlex Ros, promocionada sota la denominació Blanes Golden Cup 2009, fou una competició d'hoquei sobre patins disputada entre el 19 i el 21 de juny al Pavelló d'Esports de Blanes i comptà amb la participació de les seleccions nacionals femenines de Catalunya, França, Alemanya i l'equip organitzador, el Blanes Hoquei Club.
Paral·lelament a la competició femenina, es disputà al mateix lloc durant les mateixes dates la Golden Cup masculina 2009, sisena edició en aquesta categoria.
Aquest torneig reconegut pel Comitè Internacional d'Hoquei sobre patins (CIRH) va servir a algunes de les seleccions com a preparació pel Campionat d'Europa 2009, disputat al setembre.
Els àrbitres que van prendre part en aquesta competició foren: Núria Castellví, Lluïsa Pérez, Gerard Gorina i Mireia Estrada.
L'acte de presentació del torneig es va fer el dijous 4 de juny a la Biblioteca Comarcal de Blanes amb la intervenció en roda de premsa de Josep Ridaura, president del Blanes HC; Joan Riera, vicepresident de la Federació Catalana de Patinatge; Josep Trias, batlle de Blanes; i Anselm Ramos, regidor d'esports de Blanes. Durant l'acte es fa el lliurament de la insígnia d'Òptica Muralla al jugador més regular de la temporada del Viva Habitat Blanes, sent-ne el porter Ernest Freixas el guanyador.
El darrer partit del campionat, disputat entre Catalunya i la selecció d'Alemanya, fou retransmès en directe per la televisió pública catalana a través del canal 33, a les 16:30h del diumenge 21.

## Participants
| Equips | Equips             |
| ------ | ------------------ |
|        | Alemanya           |
|        | Blanes Hoquei Club |
|        | Catalunya          |
|        | França             |

### Alemanya
| Dorsal | Nom                   | Posició       | Equip                 |
| ------ | --------------------- | ------------- | --------------------- |
| 1      | Carolin Reinert       | portera       | SK Germania Herringen |
|        | Nicole Paczia         |               | TUS Düsseldorf-Nord   |
| 3      | Gina Behnke           |               | RSC Cronenberg        |
|        | Jenny Delgado         |               | TUS Düsseldorf-Nord   |
| 5      | Anne-Marie Sesterhenn |               | TUS Düsseldorf-Nord   |
| 6      | Laura La Rocca        |               | TV 1875 Paderborn     |
| 7      | Josy Strunden         |               | TUS Düsseldorf-Nord   |
| 8      | Beata Geismann        |               | RSC Cronenberg        |
|        | Simone Firll          |               | TSG Darmstadt         |
| 10     | Christina Klein       | portera       | Biesca Gijón HC       |
|        | Mike Neubauer         | seleccionador |                       |

### Blanes Hoquei Club
| Dorsal | Nom             | Posició       | Equip     |
| ------ | --------------- | ------------- | --------- |
|        | Virginia Díaz   | portera       | Blanes HC |
|        | Noemí Dulsat    |               | Blanes HC |
|        | Odette García   |               | Blanes HC |
|        | Anna Armero     |               | Blanes HC |
|        | Jana Verdura    |               | Blanes HC |
|        | Judith Barranco |               | Blanes HC |
|        | Marina Serra    |               | Blanes HC |
|        | Paula Segura    |               | Blanes HC |
|        | Ester Artigas   |               | Blanes HC |
|        | Patricia Suárez |               | Blanes HC |
|        | Meritxell Rubio | portera       | Blanes HC |
|        | Andreu Graupera | seleccionador |           |

### Catalunya
| Dorsal | Nom                  | Posició       | Equip             |
| ------ | -------------------- | ------------- | ----------------- |
| 1      | Laia Vives           | portera       | CP Voltregà       |
| 2      | Maria Díez           |               | Igualada HC       |
| 3      | Maria Majó           |               | CE Arenys de Munt |
| 4      | Emma Corominas       |               | CP Vic            |
| 5      | Cristina Barceló     |               | CP Voltregà       |
| 6      | Anna Gil             |               | Igualada HC       |
| 7      | Paula Torner         |               | Cerdanyola CH     |
| 8      | Marta Monpart        |               | CP Voltregà       |
| 9      | Maria Rosa Tamburini |               | PHC Sant Cugat    |
|        | Iolanda Font         |               | Cerdanyola CH     |
|        | Blanca Soldevila     |               | Cerdanyola CH     |
|        | Laia Salicrú         | portera       | Cerdanyola CH     |
|        | Caterina Ortega      | portera       | CP Vilanova       |
|        | Josep Maria Barberà  | seleccionador |                   |

### França
| Dorsal | Nom                  | Posició       | Equip             |
| ------ | -------------------- | ------------- | ----------------- |
|        | Angela Rodriguez     | portera       | CS Noisy Le Grand |
|        | Flora Michoud-Godard |               | CS Noisy Le Grand |
|        | Adeline Leborgne     |               | US Coutras RH     |
|        | Sandra Drouhet       |               | US Coutras RH     |
|        | Tatiana Malard       |               | CS Noisy Le Grand |
|        | Malvina Fort         |               | US Coutras RH     |
|        | Julie Lafourcade     |               | US Coutras RH     |
|        | Emilie Couderc       |               | CS Noisy Le Grand |
|        | Cindy Laurent        |               | CS Noisy Le Grand |
|        | Louisianne Corbin    |               | HC Quévert        |
|        | Stéphane Herin       | seleccionador |                   |

## Fase Regular
Els horaris corresponen a l'hora d'estiu dels Països Catalans (zona horària: UTC+2).

### Llegenda
En la taula següent:
| Pts= Punts totals PJ= Partits jugats PG= Partits guanyats PE= Partits empatats PP= Partits perduts GF= Gols a favor |  | GC = Gols en contra DG = Diferència de gols (GF-GC) Ressaltat en verd = Equip classificat per a la segona fase. (p) = Gol de penalti (fd) = Gol de falta directa |  |  |

### Classificació
| Equip     | Pts | PJ | PG | PE | PP | GF | GC | DG  |
| --------- | --- | -- | -- | -- | -- | -- | -- | --- |
| Catalunya | 9   | 3  | 3  | 0  | 0  | 14 | 5  | +9  |
| França    | 6   | 3  | 2  | 0  | 1  | 14 | 8  | +6  |
| Alemanya  | 3   | 3  | 1  | 0  | 2  | 10 | 9  | +1  |
| Blanes HC | 0   | 3  | 0  | 0  | 3  | 6  | 22 | -16 |

### Resultats
| 19 de juny de 2009 11:00               |     |                         |                                                                 |
| Catalunya                              | 4-2 | França                  | Pavelló d'Esports de Blanes Àrbitres: N. Castellví i M. Estrada |
| Corominas 5' Barceló 16', 39' Font 22' |     | Leborgne 2' Laurent 12' | Pavelló d'Esports de Blanes Àrbitres: N. Castellví i M. Estrada |

| 19 de juny de 2009 12:15 |     |                                                               |                                                                 |
| Blanes HC                | 2-7 | Alemanya                                                      | Pavelló d'Esports de Blanes Àrbitres: N. Castellví i M. Estrada |
| Verdura 19' García 39'   |     | Geismann 3', 14', 31', 37' Sesterhenn 3' Paczia 11' Firll 29' | Pavelló d'Esports de Blanes Àrbitres: N. Castellví i M. Estrada |

| 20 de juny de 2009 11:00 |     |                                        |                                                                 |
| Alemanya                 | 2-4 | França                                 | Pavelló d'Esports de Blanes Àrbitres: N. Castellví i M. Estrada |
| Paczia 1' Geismann 37'   |     | Leborgne (p) 16', 27' Drohuet 28', 39' | Pavelló d'Esports de Blanes Àrbitres: N. Castellví i M. Estrada |

| 20 de juny de 2009 12:15                                   |     |                       |                                                                 |
| Catalunya                                                  | 7-2 | Blanes HC             | Pavelló d'Esports de Blanes Àrbitres: N. Castellví i M. Estrada |
| Majó (p) 2' Soldevila 4', 21' Font 5', 24' Gil 9' Díez 34' |     | Garcia 5' Verdura 31' | Pavelló d'Esports de Blanes Àrbitres: N. Castellví i M. Estrada |

| 21 de juny de 2009 11:00 |     |                                                                      |                                                            |
| Blanes HC                | 2-8 | França                                                               | Pavelló d'Esports de Blanes Àrbitres: G. Gorina i L. Pérez |
| Artigas 21' (fd), 22'    |     | Drouhet 1', 10', 21', 23', 33' Laurent 6' Leborgne 16' (fd) Fort 31' | Pavelló d'Esports de Blanes Àrbitres: G. Gorina i L. Pérez |

| 21 de juny de 2009 16:30            |     |              |                                                            |
| Catalunya                           | 3-1 | Alemanya     | Pavelló d'Esports de Blanes Àrbitres: G. Gorina i L. Pérez |
| Corominas 9' Torner 24' (p) Gil 38' |     | Geismann 36' | Pavelló d'Esports de Blanes Àrbitres: G. Gorina i L. Pérez |

| Catalunya        |
| Campió CATALUNYA |

## Classificació final
| Equip | Equip     | Pts | PJ | PG | PE | PP | GF | GC | DG  | Rend  |
| ----- | --------- | --- | -- | -- | -- | -- | -- | -- | --- | ----- |
| 1r    | Catalunya | 9   | 3  | 3  | 0  | 0  | 14 | 5  | +9  | 100%  |
| 2n    | França    | 6   | 3  | 2  | 0  | 1  | 14 | 8  | +6  | 66,6% |
| 3r    | Alemanya  | 3   | 3  | 1  | 0  | 2  | 10 | 9  | +1  | 33,3% |
| 4t    | Blanes HC | 0   | 3  | 0  | 0  | 3  | 6  | 22 | -16 | 0%    |

## Màximes golejadores
Article principal: Llista completa de golejadores
| Jugadora         | Selecció  | Gols |
| ---------------- | --------- | ---- |
| Sandra Drouhet   | França    | 7    |
| Beata Geismann   | Alemanya  | 6    |
| Adeline Leborgne | França    | 4    |
| Iolanda Font     | Catalunya | 3    |
| Ester Artigas    | Blanes HC | 2    |
| Cristina Barceló | Catalunya | 2    |
| Emma Corominas   | Catalunya | 2    |
| Odette García    | Blanes HC | 2    |
| Anna Gil         | Catalunya | 2    |
| Cindy Laurent    | França    | 2    |
| Nicole Paczia    | Alemanya  | 2    |
| Blanca Soldevila | Catalunya | 2    |
| Jana Verdura     | Blanes HC | 2    |